# Computer-Aided Standardisation
Computer-Aided Standardisation (CAS), deutsch rechnergestützte Standardisierung, bezeichnet die Unterstützung von produktionsbezogenen Standardisierungsaufgaben durch Software. Software dieses Typs hat die Aufgabe, Informationen zu standardisierten Produktions-, Instandhaltungs- und Hilfsprozessen zu sammeln und auf Anfrage weiterzugeben.
Als Basisbaustein verfügt das CAS über eine Datenbank, in der alle Informationen über betriebliche Prozesse gespeichert werden können. Somit ist es den Nutzern möglich, auf standardisierte Prozesse zurückzugreifen, ohne bei Diagnose- und Instandhaltungsarbeiten zu improvisieren. Daher finden sich im CAS Informationen – wie Bauteilzeichnungen – genauso wie Arbeitsabläufe, Werkzeuginformationen und andere. Ziel ist es, ein System aus stabilen und planbaren Standardprozessen zu entwickeln, das nicht mehr den Problemen – wie Unwägbarkeiten solcher Prozesse – unterliegt.
Die Vorteile eines CAS zeigen sich bei Integration in eine Architektur mit ERP- und APS-System. Diese Architektur basiert auf dem Zugriff des ERP-Systems auf Daten des CAS und der gleichzeitigen Übermittlung dieser an das APS-System. Somit ist es möglich, zeitgenaue Planungsblöcke im APS einzurichten, um somit den Erfüllungsgrad und die Produktivität des Gesamtsystems zu erhöhen.